# Cuviera heisteriifolia
Cuviera heisteriifolia là một loài thực vật có hoa trong họ Thiến thảo. Loài này được Mildbr. mô tả khoa học đầu tiên năm 1924.